# Jeff Bennett
Jeffrey Glenn "Jeff" Bennett, född 2 oktober 1962 i Houston i Texas, är en amerikansk röstskådespelare och skådespelare.
Bennett gör rösten till Kyle Katarn i datorspelet Star Wars: Dark Forces och dess uppföljare. Han har även medverkat i flera olika animerade TV-serier. Han är känd som Snurre Sprätt och Daffy Anka och andra Looney Tunes-karaktärer efter Mel Blancs död. Också känd som rösterna till Johnny Bravo, Mannen i gula hatten i Nicke Nyfiken, Kowalski i Pingvinerna från Madagaskar (ersätter Chris Miller), Dr. Hämsterviel i Lilo & Stitch, Dexters pappa i Dexters laboratorium, Petri i några filmer i Landet för längesedan, Raj i Camp Lazlo, och hunden Kipper.

## Filmografi (urval)
- 2010 – T.U.F.F. Puppy (TV-serie) (röst)
- 2007 – Förtrollad (röst)
- 2007 – TMNT (röst)
- 2006 – Björnbröder 2 (röst)
- 2006 – Asterix och vikingarna (röst)
- 2005 – Nausicaä från Vindarnas dal (röst)
- 2000 – En extremt långbent film (röst)
- 1995 – Freakazoid (TV-serie) (röst)